# Pak Ču-ho
Pak Ču-ho (korejsky 박주호, anglickým přepisem: Park Joo-ho; * 16. ledna 1987, Soul) je bývalý jihokorejský fotbalový záložník.

## Klubová kariéra

### Japonsko
Narodil se v Soulu v Jižní Koriji, ale profesionální fotbalovou kariéru začínal v Japonsku. Nejprve, v roce 2008, působil v druholigovém Mito Hollyhock, kde hrál pouze rok, v roce 2009 přestoupil do dalšího japonského klubu, tentokrát prvoligového, Kashima Antlers, s kterým vyhrál titul, po vydařené sezóně, v roce 2010 přestoupil do Jubilo Iwata.

### FC Basel 1893
V červnu 2011 podepsal čtyřletou smlouvu se švýcarským klubem FC Basilej. Debutoval 20. srpna.

### Mainz 05
17. července 2013 podepsal dvouletou smlouvu v německém 1. FSV Mainz 05.

### Borussia Dortmund
29. srpna 2015 odešel do německého prvoligového týmu Borussia Dortmund. Podepsal smlouvu do konce června 2018.

## Reprezentační kariéra
V A-mužstvu Jižní Korey debutoval v roce 2010.